# Serge Lofo Bongeli
Serge Lofo Bongéli est un ancien footballeur international congolais né le 13 octobre 1983 à Kinshasa.

## Biographie
Serge Lofo Bongéli reçoit neuf sélections en équipe nationale, inscrivant deux buts.
Il joue son premier match en équipe de RD Congo le 18 août 2004, en amical contre le Mali (défaite 3-0). Il joue son dernier match le 17 janvier 2011, en amical contre le Kenya (victoire 1-0).
Il inscrit deux buts en équipe nationale : le 8 janvier 2011, contre le Kenya, puis trois jours plus tard, contre le Soudan.
Il est capitaine de la sélection congolaise locale de football lors du CHAN 2009 remporté par son pays. 
En club, il évolue en république démocratique du Congo, en Angola, en Allemagne, en Belgique, en Israël, et enfin au Congo.
Ce joueur a eu une carrière très entachée par les blessures.

### Carrière d'entraîneur
Actuellement, Lofo se reconvertit en entraîneur. il a entraîner le New Canon de N'djili et le FC Agosto. 
C’est depuis 5 ans que Serge Lofo tient le poste d’entraîneur principal du FC Agosto, s’occupant techniquement des jeunes talents en même temps il est cofondateur de l’équipe.
En février 2025, il signe un contrat de 6 mois avec l'US Tshinkunku.

## Palmarès

### En équipe nationale
- Vainqueur du championnat d'Afrique des nations en 2009 avec l'équipe de RD Congo

### En club
- Vainqueur de l'EPFKIN 1999 avec l'AS Paulino
- Vainqueur de la Supercoupe d'Afrique en 2011 avec le TP Mazembe
- Champion de RD Congo en 2001, 2011 et 2012 avec le TP Mazembe
- Vainqueur de l'EUFLU en 2003 avec le TP Mazembe
- Champion d'Angola en 2004 avec l'AS Aviação Luanda
- Vainqueur de la Coupe d'Angola en 2005 avec l'AS Aviação Luanda
- Vainqueur de la Supercoupe d'Angola en 2004, 2005 et 2006 avec l'AS Aviação Luanda
- Vainqueur de l'EPFKIN 2008 avec l'AS Vita Club